# Hollis (Oklahoma)
Hollis è un comune degli Stati Uniti d'America, situato in Oklahoma, nella contea di Harmon, della quale è anche il capoluogo.